# Adolf Ferdinand Krech
Adolf Ferdinand Krech (* 13. Juni 1803 in Oschatz; † 12. Mai 1869 in Berlin) war Gründungsdirektor des Friedrichs-Gymnasium Berlin.

## Leben
Der Sohn eines Buchdruckers zog mit der Familie zuerst nach Meißen und dann nach Breslau, wo er das Gymnasium zu St. Maria Magdalena besuchte. Der Oberlehrer Linge, der 1819 zum Direktor des neu gegründeten Gymnasiums in Ratibor berufen war, hatte ihn in seinem Haus aufgenommen. Als dieser die Leitung des Gymnasiums in Hirschberg übernahm, zog Krech mit und verließ die Anstalt am 31. März 1822. An der Universität Breslau studierte er alte Sprachen und Geschichte. Michaelis 1824 setzte er sein Studium in Berlin bei Böck, Hegel, Schleiermacher und Friedrich von Raumer fort.
1826 legte er seine Prüfung ab und wurde Hauslehrer der Familie des Grafen von Schwerin. Zu Ostern 1829 trat er als Candidatus probandus in das Köllnische Realgymnasium ein und wurde dort zu Ostern 1833 vierter Oberlehrer. Er unterrichtete Deutsch und Geschichte in der Prima. Als Oberlehrer aufgerückt auf die zweite Lehrstelle hatte er ein Jahresgehalt von 800 Reichstalern.

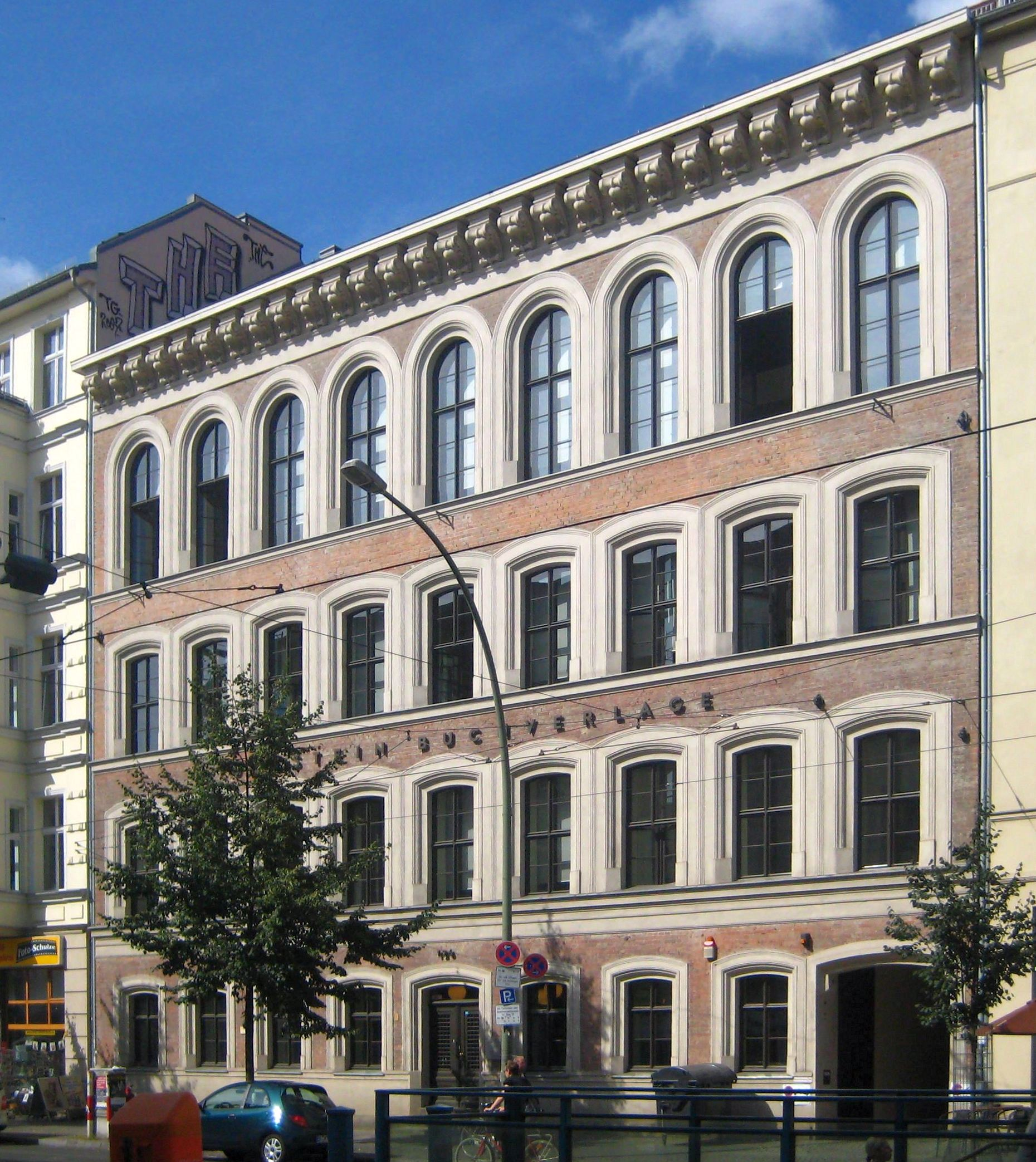
Ehemaliges Friedrichsgymnasium in der Friedrichstraße 126 in Berlin-Mitte

1834 ernannte die Berlinische Gesellschaft für deutsche Sprache ihn zu ihrem Ehrenmitglied. 1835 verfasste er eine Biografie zu Johann Joachim Winckelmann, der hundert Jahre zuvor am Köllnisches Gymnasium aufgenommen war. 1836 befürwortete er Naturkundeunterricht. 1839 wurde er vom Ministerium zum Professor ernannt. Ostern 1847 ernannte man ihn, nach dem Tod von Direktor Zinnow, zum Direktor der Dorotheenstädtischen höheren Bürgerschule in der Georgenstraße.
Als am 11. April 1850 die neue Friedrich-Wilhelmstädtische höhere Lehranstalt mit 143 Schülern eröffnet wurde (im Mai 1856 in Friedrichs-Gymnasium und -Realschule umbenannt), wurde er ihr Direktor. 1852 wurde sein Sohn Adalbert Krech geboren, der später ein bekannter Schiffskapitän der HAPAG war. 1860 verlieh man ihm den Roten Adlerorden 4. Klasse. Er engagierte sich im Gustav-Adolf-Verein, dessen „Hauptverein der Provinz Brandenburg“ er als Vorsitzender leitete.
Am 6. Mai 1869 erkrankte er an einer Lungenentzündung und starb sechs Tage später.